# Bocchoris inspersalis
Bocchoris inspersalis is een vlinder uit de familie van de grasmotten (Crambidae), uit de onderfamilie van de Spilomelinae. De wetenschappelijke naam van deze soort is voor het eerst voorgesteld als Botys Inspersalis door Philipp Christoph Zeller in een publicatie uit 1852. De vleugellengte varieert van 8 tot 11 millimeter.

## Verspreiding
De soort komt voor in:
- het Palearctisch gebied (Zuid-Japan),
- het Afrotropisch gebied (Gambia, Mali, Sierra Leone, Liberia, Ghana, Nigeria, Kameroen, Equatoriaal Guinee, Sao Tome en Principe, Gabon[1], Congo-Kinshasa, Ethiopië, Somalië, Kenia, Tanzania, Angola[1], Zambia, Mozambique, Namibië, Zimbabwe, Zuid-Afrika, de Comoren, de Seychellen, Madagaskar, Réunion, Mauritius, Saudi-Arabië, Jemen),
- het Oriëntaals gebied (Zuid-China (o.a. Hong-Kong[2], Hainan[3]), India, Sri Lanka, Bhutan[2], Myanmar, Taiwan[4], Maleisië (Malakka[1]), Indonesië (Java))

## Waardplanten
- Malvaceae: Triplochiton scleroxylon.
- Amaranthaceae: Telanthera versicolor.
- Fabaceae: Arachis hypogaea, Desmodium triflorum.